# Cisternone
El Cisternone, o Gran Conserva, es un monumental depósito de agua de estilo neoclásico construido en la primera mitad del siglo xix por el arquitecto Pasquale Poccianti para el abastecimiento de agua de la ciudad de Livorno, Italia. Funciona todavía en la actualidad, y está situado en las afueras de la ciudad del siglo xix, en el eje del antiguo Viale degli Acquedotti (desde 1927 dedicado a Giosuè Carducci), cerca de la iglesia de Sant'Andrea y del Complejo A. Gherardesca. Sin embargo, pese a su indudable importancia histórica y arquitectónica, el edificio se encuentra al lado de una plaza utilizada sustancialmente como aparcamiento, haciendo de fondo, al mismo tiempo, de un ajetreado cruce de calles.

## Historia

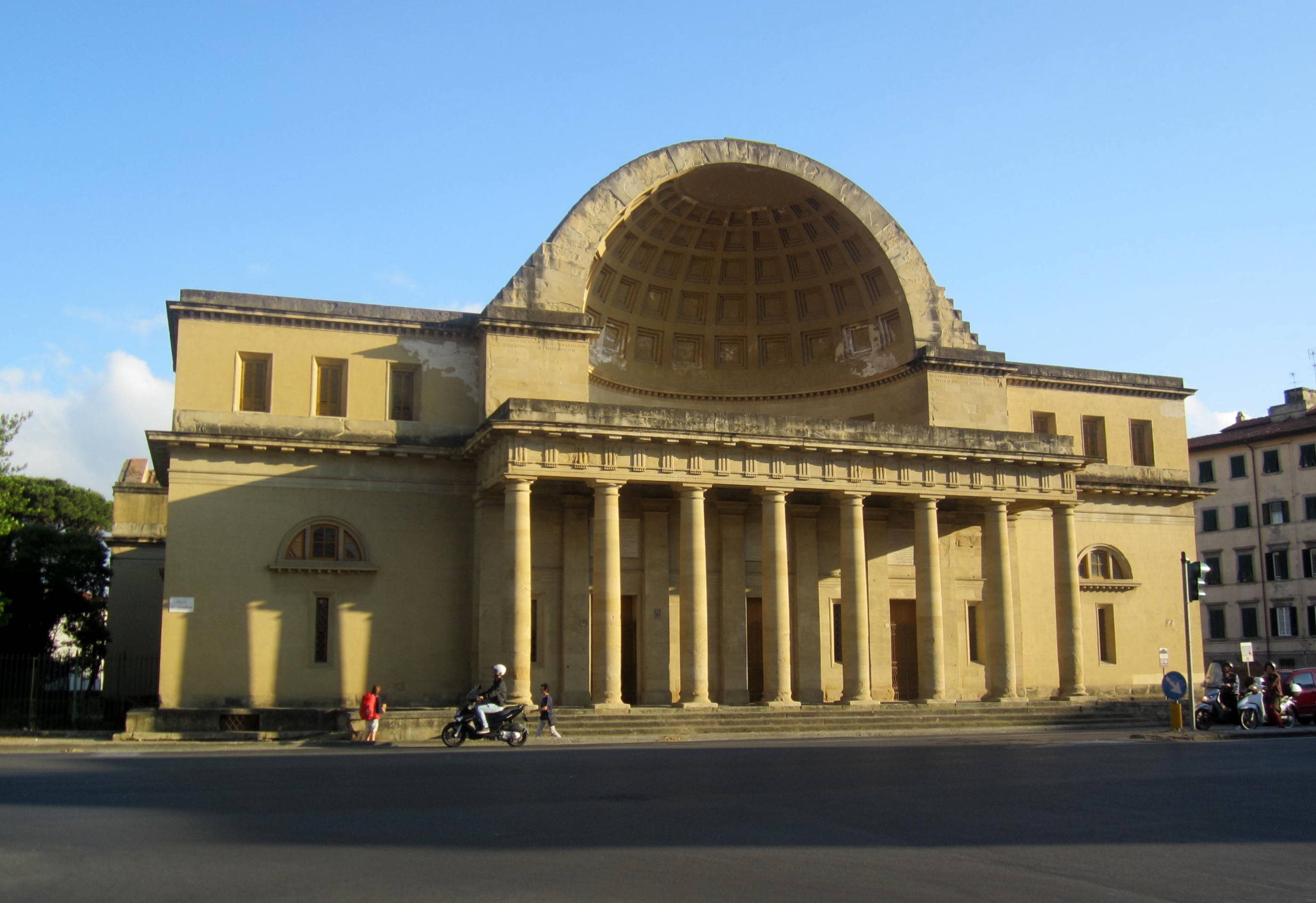
El Cisternone en la actualidad.

El Cisternone fue construido entre 1829 y 1842 según el proyecto de Pasquale Poccianti para almacenar y distribuir las aguas de manantial provenientes de Colognole (Collesalvetti). Las obras fueron completadas no sin dificultades, a causa de las continuas modificaciones que el arquitecto aportó al proyecto inicial: de hecho, según el diseño original, el Cisternone habría tenido un aspecto muy diferente del que se construyó finalmente.
En particular, la construcción de la fachada, realizada en torno a 1832, constituye uno de los aspectos más interesantes de las obras: respecto al proyecto inicial, que contemplaba una simple fachada con columnas toscanas y una ventana semicircular en el centro, Poccianti revolucionó todo el diseño, colocando, sobre un pórtico formado por ocho columnas, una semicúpula decorada a casetones, inspirada claramente en la del Panteón de Roma. No se excluye sin embargo que en el diseño de la fachada hubiera participado también Giovanni Antonio Antolini, arquitecto cuya fama se debía al diseño del Foro Bonaparte de Milán: una extensa correspondencia entre los dos proyectistas demostraría el interés por parte de Antolini en la fachada del Cisternone.
Mientras tanto, en 1833, la estructura de la cúpula se podía considerar completada, tanto que, en junio de ese mismo año, el Cisternone albergó los festejos con ocasión de la boda del gran duque Leopoldo II con la princesa María Antonia. No obstante, las obras para los acabados y las instalaciones técnicas del edificio continuaron hasta 1842, año de su entrada en funcionamiento.

## Descripción

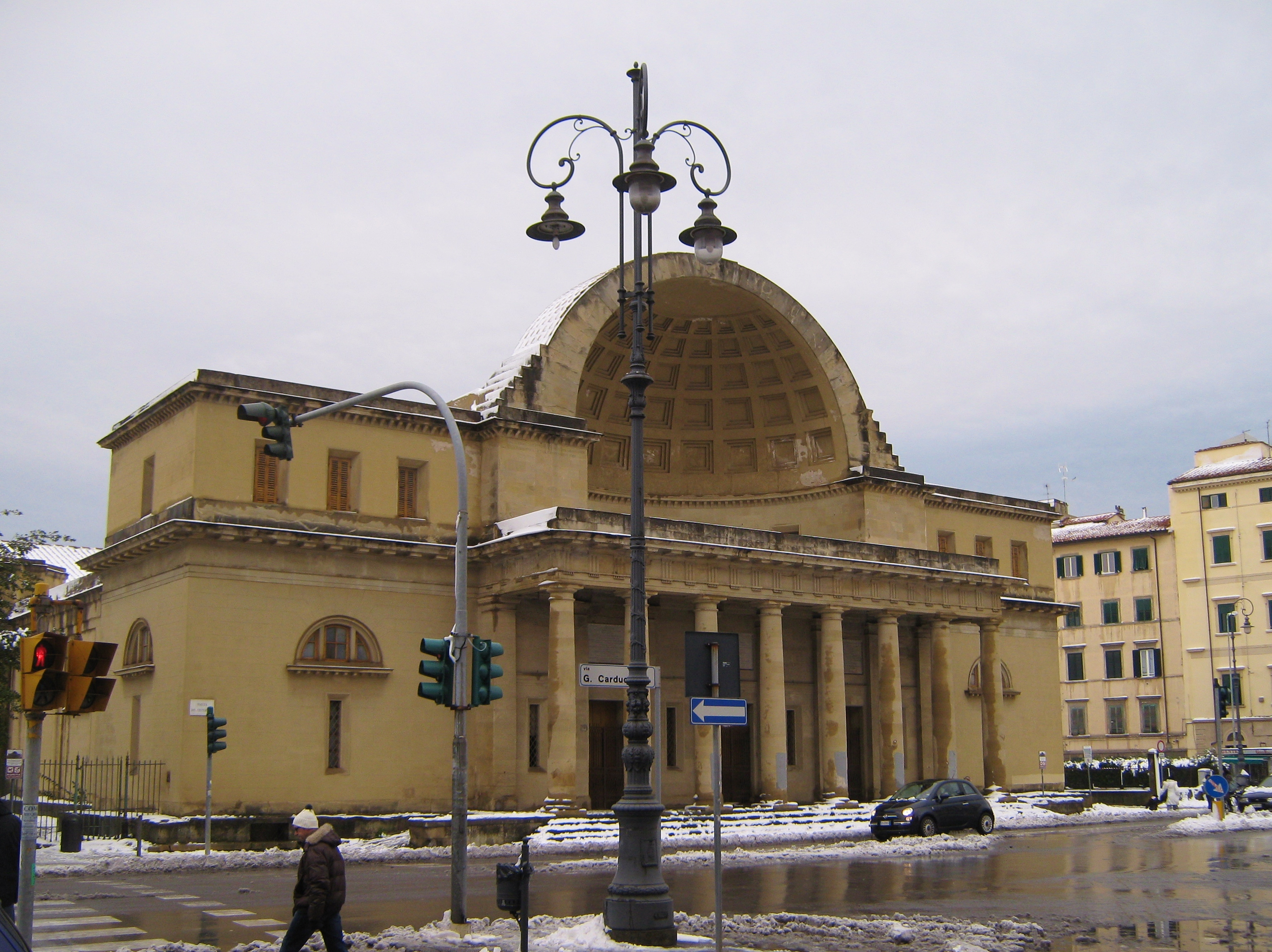
El avant-corps y la hornacina.

El Cisternone está constituido esencialmente por dos cuerpos principales:
- el avant-corps, donde se encuentra la fachada principal, flanqueada por algunas habitaciones laterales y por el apartamento de los conserjes;
- la cisterna propiamente dicha, constituida por un volumen con forma de T despojado de cualquier decoración estética.

La fachada, como ya se ha dicho, está constituida por un pórtico toscano y, a ambos lados, está delimitada por dos volúmenes abiertos solo con algunas ventanas a tronera y semicirculares. En la planta superior, el pórtico define una amplia terraza hacia la que dan las ventanas de algunas habitaciones: aquí se encuentra la característica semicúpula, que algunos primeros proyectos de Poccianti muestran incluso sin la decoración a casetones, puesta en obra en 1837.
No es menos sugerente el interior de la cisterna, todavía hoy utilizada como depósito de agua y subdividida en cinco naves de anchura y siete de longitud por numerosos pilares toscanos que sostienen las bóvedas hemisféricas de la cubierta. Originalmente, el agua proveniente de Colognole entraba por la parte posterior de la cisterna, donde era filtrada por medio de capas de grava y carbón; posteriormente, tras la introducción del cloro para el tratamiento de las aguas, se retiró el sistema de filtrado y se pudo utilizar todo el estanque como depósito, con una capacidad de unos diez mil metros cúblicos.

## La arquitectura del Cisternone

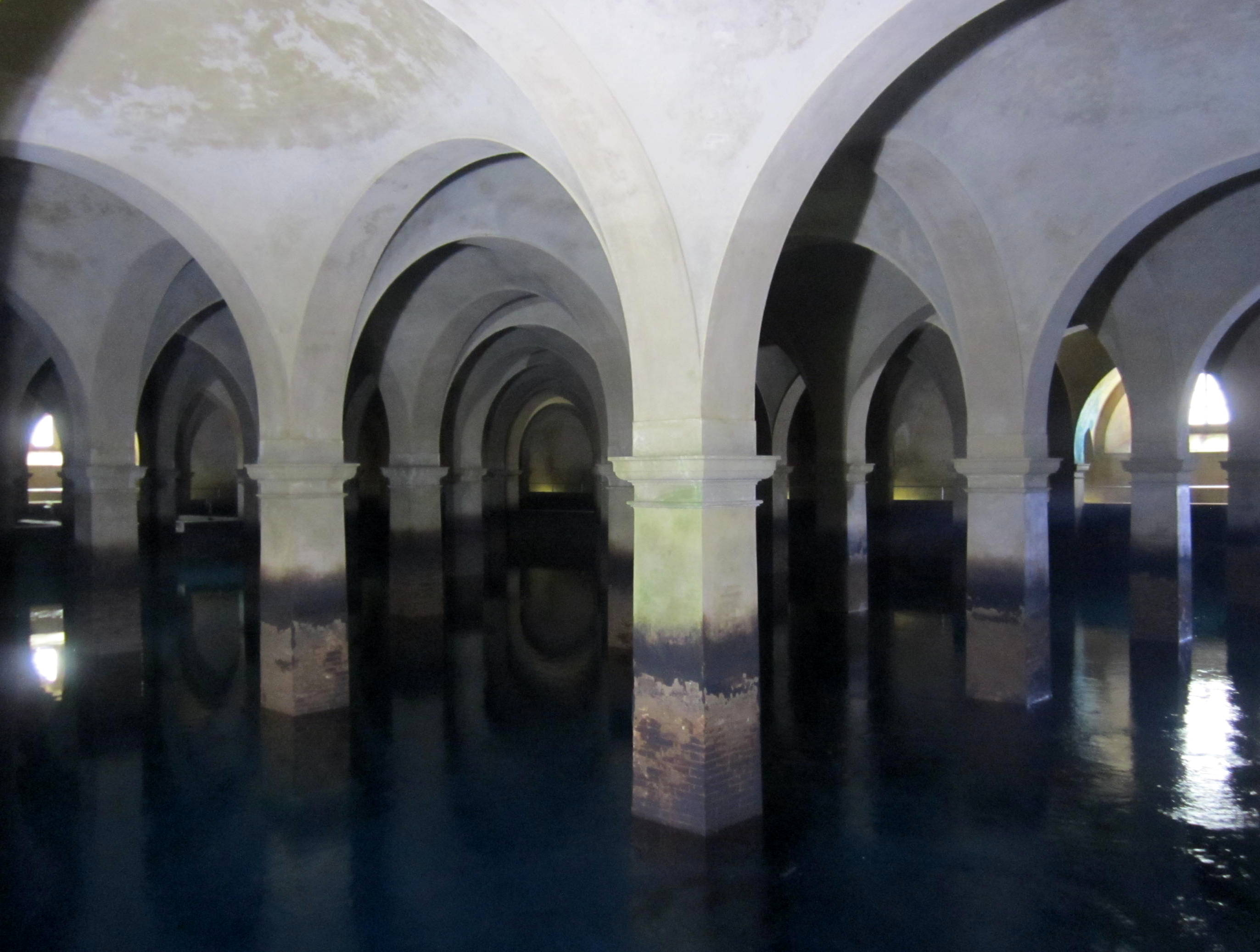
El interior de la cisterna.

El Cisternone es una de las principales construcciones neoclásicas italianas y representa la obra más significativa de Pasquale Poccianti; además, ha sido definido como «el más logrado intento en Italia, si no en toda Europa, de realizar los sueños de los visionarios franceses». De hecho, la crítica ha puesto de manifiesto estrechas analogías entre el Cisternone y la arquitectura de Étienne-Louis Boullée y Claude-Nicolas Ledoux, célebres por sus proyectos utópicos, caracterizados por formas simples y bien definidas.
En particular, la semicúpula, como una gran cáscara, enfatiza el uso del edificio, expresando esa fuerte carga comunicativa apreciable por ejemplo en el proyecto para la «casa de los vigilantes del río» de Ledoux; el propio arquitecto francés, en la segunda mitad del siglo xviii, había añadido una pequeña hornacina en la fachada del Hotel Guimard de París. También se ha propuesto la hipótesis de que la cúpula seccionada colocada sobre la fachada del Cisternone es una referencia simbólica al interior, habitualmente cerrado a los visitantes. También es evidente la influencia de la arquitectura de la Antigua Roma, que no se limita solo a la decoración a casetones de la semicúpula, sino que se extiende también a las grandes ventanas semicirculares a luneta, típicas de las estructuras termales de la antigüedad.
Por último, se debe señalar la importancia urbanística del Cisternone que, situado fuera del centro histórico, habría certificado la presencia de la autoridad gran ducal también en los suburbios en continuo crecimiento. Además, según las ideas de Poccianti, la realización de una gran avenida arbolada (el actual Viale Carducci) habría conducido al visitante desde las fuentes de Colognole hasta el Cisternone, cerca del cual se creó un gran parque público.

## El Cisternone en el cine
En 1962 el Cisternone hizo una breve aparición en la película I sequestrati di Altona, de Vittorio De Sica, para la cual la fachada del edificio, escogido para representar un teatro de la Alemania nazi, fue engalanada con retratos de Hitler.
Más recientemente, el Cisternone fue utilizado, junto con otros lugares del acueducto, para la grabación de la película Il diario di Matilde Manzoni, de Lino Capolicchio.